# Rhetus licarsis
Rhetus licarsis är en fjärilsart som beskrevs av Fabricius 1779. Rhetus licarsis ingår i släktet Rhetus och familjen Riodinidae. Inga underarter finns listade.